# 小行星9843
小行星9843（英語：9843）是一颗围绕太阳公转的小行星。1989年1月4日，天文学家罗伯特·H·麦克诺特在赛丁泉山发现了此天体。
这颗小行星的绝对星等为331.8681437883924等。